# Futbol'nyj Klub Zenit Sankt-Peterburg 2013-2014
Questa voce raccoglie le informazioni riguardanti il Futbol'nyj Klub Zenit Sankt-Peterburg nelle competizioni ufficiali della stagione 2013-2014.

## Stagione
In campionato confermò il secondo posto della precedente stagione, dopo una lotta serrata col CSKA Mosca che lo ha preceduto di un solo punto. Da evidenziare il cambio in panchina con l'italiano Luciano Spalletti sostituito a marzo dal portoghese André Villas-Boas.
In Coppa di Russia il cammino si fermò immediatamente ai sedicesimi di finale con la clmorosa sconfitta fuori casa col Tjumen', club di seconda serie.
In Champions League, dopo aver superato agevolmente i danesi del Nordsjælland nel terzo turno preliminare, lo Zenit entrò nel tabellone principale rifilando otto reti tra andata e ritorno ai portoghesi del Paços Ferreira. Inserito nel girone G con Atlético Madrid, Porto e Austria Vienna, arrivò secondo dietro gli spagnoli, conquistando appena sei punti, comunque sufficienti a fargli superare il turno.
Agli ottavi pescarono i tedeschi del Borussia Dortmund contro cui persero per 4-2 all'andata a San Pietroburgo: a nulla valse la vittoria esterna per 2-1, che sancì l'eliminazione dal torneo.

## Rosa
| N. |                       | Ruolo | Calciatore         |
| -- | --------------------- | ----- | ------------------ |
| 1  | Russia (bandiera)     | P     | Yuri Lodigin       |
| 3  | Argentina (bandiera)  | D     | Cristian Ansaldi   |
| 4  | Italia (bandiera)     | D     | Domenico Criscito  |
| 6  | Belgio (bandiera)     | D     | Nicolas Lombaerts  |
| 7  | Brasile (bandiera)    | A     | Hulk               |
| 9  | Venezuela (bandiera)  | A     | Salomón Rondón     |
| 10 | Portogallo (bandiera) | A     | Danny              |
| 11 | Russia (bandiera)     | A     | Aleksandr Keržakov |
| 13 | Portogallo (bandiera) | D     | Neto               |
| 14 | Slovacchia (bandiera) | D     | Tomáš Hubočan      |
| 15 | Russia (bandiera)     | C     | Roman Širokov      |
| 16 | Russia (bandiera)     | P     | Vjačeslav Malafeev |
| 17 | Russia (bandiera)     | C     | Oleg Šatov         |

| N. |                    | Ruolo | Calciatore              |
| -- | ------------------ | ----- | ----------------------- |
| 18 | Russia (bandiera)  | C     | Konstantin Zyrjanov     |
| 19 | Russia (bandiera)  | D     | Igor' Smol'nikov        |
| 20 | Russia (bandiera)  | C     | Viktor Fajzulin         |
| 22 | Russia (bandiera)  | D     | Aleksandr Anjukov       |
| 23 | Russia (bandiera)  | A     | Andrej Aršavin          |
| 24 | Serbia (bandiera)  | D     | Aleksandar Luković      |
| 28 | Belgio (bandiera)  | C     | Axel Witsel             |
| 31 | Russia (bandiera)  | C     | Aleksandr Rjazancev     |
| 44 | Ucraina (bandiera) | C     | Anatolij Tymoščuk       |
| 54 | Russia (bandiera)  | D     | Djamaldin Khodjanijazov |
| 71 | Russia (bandiera)  | P     | Egor Baburin            |
| 99 | Russia (bandiera)  | C     | Ivan Solovyov           |

## Risultati

### Campionato
| Krasnodar 17 luglio 2013 1ª giornata | Krasnodar | 1 – 2 referto | Zenit San Pietroburgo | Stadio Kuban' |

| Kazan' 21 luglio 2013 2ª giornata | Rubin | 2 – 1 referto | Zenit San Pietroburgo | Stadio Centrale di Kazan' |

| San Pietroburgo 26 luglio 2013 3ª giornata | Zenit San Pietroburgo | 1 – 1 referto | Kuban' | Stadio Petrovskij |

| Nižnij Novgorod 3 agosto 2013 4ª giornata | Volga Nižnij Novgorod | 1 – 3 referto | Zenit San Pietroburgo | Stadio Lokomotiv |

| Arbitro: | Egorov (Saransk) |

|                                  |           |  |
| Širokov 25’ Hulk 43’ Ansaldi 73’ | Marcatori |  |

| Chimki 24 agosto 2013 6ª giornata | Dinamo Mosca | 1 – 1 referto | Zenit San Pietroburgo | Arena Chimki |

| San Pietroburgo 1º settembre 2013 7ª giornata | Zenit San Pietroburgo | 2 – 1 referto | Lokomotiv Mosca | Stadio Petrovskij |

| San Pietroburgo 14 settembre 2013 8ª giornata | Zenit San Pietroburgo | 2 – 0 referto | Terek Groznyj | Stadio Petrovskij |

| Rostov sul Don 22 settembre 2013 9ª giornata | Rostov | 0 – 4 referto | Zenit San Pietroburgo | Stadio Olimp-2 |

| Samara 25 settembre 2013 10ª giornata | Kryl'ja Sovetov Samara | 1 – 4 referto | Zenit San Pietroburgo | Stadio Metallurg (Samara) |

| San Pietroburgo 28 settembre 2013 11ª giornata | Zenit San Pietroburgo | 4 – 2 referto | Spartak Mosca | Stadio Petrovskij |

| Tomsk 6 ottobre 2013 12ª giornata | Tom' Tomsk | 0 – 3 referto | Zenit San Pietroburgo | Trud Stadium |

| San Pietroburgo 18 ottobre 2013 13ª giornata | Zenit San Pietroburgo | 2 – 0 referto | CSKA Mosca | Stadio Petrovskij |

| Ekaterinburg 26 ottobre 2013 14ª giornata | Ural | 1 – 2 referto | Zenit San Pietroburgo | Stadio Centrale di Kazan' |

| San Pietroburgo 2 novembre 2013 15ª giornata | Zenit San Pietroburgo | 1 – 1 referto | Amkar Perm' | Stadio Petrovskij |

| Mosca 10 novembre 2013 16ª giornata | Spartak Mosca | 4 – 2 referto | Zenit San Pietroburgo | Stadio Lokomotiv |

| San Pietroburgo 22 novembre 2013 17ª giornata | Zenit San Pietroburgo | 0 – 2 referto | Rostov | Stadio Petrovskij |

| Groznyj 1º dicembre 2013 18ª giornata | Terek Groznyj | 1 – 1 referto | Zenit San Pietroburgo | Achmat-Arena |

| San Pietroburgo 6 dicembre 2013 19ª giornata | Zenit San Pietroburgo | 2 – 1 referto | Ural | Stadio Petrovskij |

| San Pietroburgo 9 marzo 2014 20ª giornata | Zenit San Pietroburgo | 0 – 0 referto | Tom' Tomsk | Stadio Petrovskij |

| Chimki 15 marzo 2014 21ª giornata | CSKA Mosca | 1 – 0 referto | Zenit San Pietroburgo | Arena Chimki |

| San Pietroburgo 24 marzo 2014 22ª giornata | Zenit San Pietroburgo | 2 – 1 referto | Kryl'ja Sovetov Samara | Stadio Petrovskij |

| Perm' 29 marzo 2014 23ª giornata | Amkar Perm' | 1 – 2 referto | Zenit San Pietroburgo | Stadio Zvezda |

| San Pietroburgo 6 aprile 2014 24ª giornata | Zenit San Pietroburgo | 6 – 2 referto | Rubin | Stadio Petrovskij |

| San Pietroburgo 12 aprile 2014 25ª giornata | Zenit San Pietroburgo | 4 – 1 referto | Krasnodar | Stadio Petrovskij |

| Kaspijsk 19 aprile 2014 26ª giornata | Anži | 1 – 2 referto | Zenit San Pietroburgo | Anži-Arena |

| San Pietroburgo 26 aprile 2014 27ª giornata | Zenit San Pietroburgo | 2 – 0 referto | Volga Nižnij Novgorod | Stadio Petrovskij |

| Mosca 4 maggio 2014 28ª giornata | Lokomotiv Mosca | 1 – 1 referto | Zenit San Pietroburgo | RZD Arena |

| San Pietroburgo 11 maggio 2014 29ª giornata | Zenit San Pietroburgo | - – + referto | Dinamo Mosca | Stadio Petrovskij |

| Krasnodar 15 maggio 2014 30ª giornata | Kuban' | 1 – 4 referto | Zenit San Pietroburgo | Stadio Kuban' |

### Coppa di Russia
| Arbitro: | Vladimir Sel'djakov (Balašicha) |

|                               |           |  |
| Kanaev 32’ Baburin 45’ (aut.) | Marcatori |  |

### Champions League
| Arbitro: | Alon Yefet |

|  |           |              |
|  | Marcatori | 49’ Kerzakov |

| Arbitro: | Serge Gumienny |

|                                                     |           |  |
| Shirokov 26’, 90+3’ Hulk 50’ Danny 62’ Arshavin 68’ | Marcatori |  |

| Arbitro: | Martin Atkinson |

|          |           |                                        |
| Leão 58’ | Marcatori | 28’, 60’, 90’ Širokov 86’ (aut.) Degra |

| Arbitro: | Alberto Undiano Mallenco |

|                                                 |           |                       |
| Danny 29’, 48’ Bukharov 67’ Arshavin 79’ (rig.) | Marcatori | 68’ Manuel 83’ Carlão |

| Arbitro: | William Collum |

|                               |           |          |
| Miranda 40’ Turan 64’ Léo 80’ | Marcatori | 58’ Hulk |

| San Pietroburgo 1º ottobre 2013, ore 20:00 UTC+4 Girone G - Seconda giornata | Zenit San Pietroburgo | 0 – 0 referto | Austria Vienna | Stadio Petrovskij\| Arbitro: \| Deniz Aytekin \| |
| Arbitro:                                                                     | Deniz Aytekin         |               |                |                                                  |

| Arbitro: | Paolo Tagliavento |

|  |           |               |
|  | Marcatori | 86’ Kerzhakov |

| Arbitro: | Tom Harald Hagen |

|          |           |                    |
| Hulk 28’ | Marcatori | 23’ Lucho González |

| Arbitro: | Martin Atkinson |

|                         |           |            |
| Alderweireld 74’ (aut.) | Marcatori | 53’ Adrián |

| Arbitro: | Aleksandar Stavrev |

|                                        |           |               |
| Hosiner 44’, 51’ Jun 48’ Kienast 90+3’ | Marcatori | 36’ Kerzhakov |

| Arbitro: | William Collum |

|                            |           |                                            |
| Shatov 57’ Hulk 69’ (rig.) | Marcatori | 4’ Mkhitaryan 5’ Reus 61’, 71’ Lewandowski |

| Arbitro: | Alberto Undiano Mallenco |

|          |           |                     |
| Kehl 38’ | Marcatori | 16’ Hulk 73’ Rondón |